# Assumpta Escarp
Assumpta Escarp Gibert (Tarrasa, 1957) es una política española, diputada en el Parlamento de Cataluña en las legislaturas décima, undécima y duodécima.

## Biografía
Estudió Derecho en la Universidad de Barcelona e inicialmente militó en el PSUC. Obtuvo un máster en gestión pública en ESADE. En 1985 comenzó a trabajar en un centro de investigación del Hospital del Mar. Desde entonces ingresó en el PSC y se vinculó al Ayuntamiento de Barcelona.
Después de participar en la creación de la Universidad Pompeu Fabra, en 1991 trabajó en gerencia de los servicios centrales del Ayuntamiento de Barcelona, y en 1995 fue jefe del gabinete del entonces primer teniente de alcalde, Joan Clos. Cuando Clos fue elegido alcalde devendrá jefe del gabinete de alcaldía. Será elegida concejala en las elecciones municipales de 2003, 2007 y 2011. Durante estos años ha sido concejala de Participación Ciudadana, Solidaridad y Cooperación (2.003-2.006), de Urbanismo (2006-2007), concejala jefe del distrito del Eixample (2006-2010), concejala de prevención, seguridad y movilidad (2007-2010), presidenta de Transportes Metropolitanos de Barcelona, tercera teniente de alcalde (2010-2011) y vicepresidenta de Medio Ambiente del área Metropolitana de Barcelona (2011-2015)
Fue elegida diputada en el Parlamento de Cataluña en las elecciones de 2015, en las de 2017 y en las de 2021.